# Silviu Cerna
Silviu Cerna (n. 23 ianuarie 1950, satul Vucova, județul Timiș) este un economist român, profesor la Universitatea din Timișoara și membru al Consiliului de Administrație al Băncii Naționale a României.

## Biografie
Silviu Cerna s-a născut la data de 23 ianuarie 1950 în satul Vucova  (județul Timiș). A urmat cursurile Facultății de Științe Economice din cadrul Universității din Timișoara (1969-1973), apoi cursurile de doctorat în specializarea Finanțe la Universitatea "Al. I. Cuza" din Iași (1977-1982). A obținut titlul științific de doctor în economie, specializarea "finanțe", în anul 1982.
După absolvirea facultății, a fost repartizat în învățământul superior la Facultatea de Științe Economice din Timișoara. A fost pe rând asistent (1973-1983), lector univ. (1983-1990), conferențiar (1990-1993) și apoi profesor (din anul 1993). A îndeplinit funcțiile de decan al Facultății de Științe Economice (1992-1996) și pe cea de șef de catedră (1996-2004).
Din anul 1994, este conducător științific de doctorat și membru în comisii de doctorat. Predă cursurile de Monedă-Credit și de Economie monetară și financiară internațională.
A fost membru al Consiliul de Administrație al Băncii Naționale a României (1992-2009).
Profesorul Silviu Cerna face parte din mai multe organizații profesionale: Asociația Internațională a Economiștilor de Limbă Franceză-AIELF (din 1994),  Societatea Română de Economie-SOREC (din 1996) Institutul Internațional de Finanțe-IIPF (din 2000).
A fost decorat cu Ordinul național  “Steaua României” în grad de “Comandor” (1999), Ordinul național “Steaua României” în grad de “Mare Ofițer” (2010) și Ordinul “Meritul Industrial și Comercial” în grad de “Comandor” (2006).

## Lucrări publicate

### Cărți, tratate, monografii
- Banii și creditul în economiile contemporane - 2 vol. (Editura Enciclopedică, București, 1994)
- Sistemul monetar și politica monetară (Editura Enciclopedică, București, 1996)
- Unificarea monetară în Europa (Editura Enciclopedică, București, 1997)
- Moneda și teoria monetară - 2 vol. (Editura Mirton, Timișoara, 2000)
- Teoria anticipațiilor raționale și credibilitatea politicii monetare (Editura Universității de Vest, Timișoara, 2004)
- Central bank independence in Romania, in: Central banking in Eastern Europe, Ed. by Healey N., Harrison B., Routledge, 2004 , (colab.)
- Economie monetară și financiară internațională (coord.), Editura Universității de Vest, Timișoara, 2006
- Teoria zonelor monetare optime, Editura Universității de Vest, Timișoara, 2006 (premiul Academiei „Victor Slăvescu”, acordat în 2008 pentru 2006)
- Stabilitatea financiară, Editura Universității de Vest, Timișoara, 2008 (coord.)
- Economie monetară, Editura Universității de Vest, Timișoara, 2009
- Monedă și finanțe internaționale, Editura Universității de Vest, Timișoara, 2012
- Politica monetară, Editura Academiei, București, 2014 (premiul Eugeniu Carada al Marii Loje Naționale a României și Academiei Române, 21 iunie 2015)